# Wolfgang Neuß (Ruderer)
Wolfgang Neuß ist ein ehemaliger deutscher Ruderer.

## Leben
Wolfgang Neuß stammt aus Frankfurt am Main (Höchst). Als Mitglied des Ruder-Club Nassovia Höchst gewann er 1961 den Deutschen Meistertitel im Zweier mit Steuermann zusammen mit Klaus-Günther Jordan und Steuermann Karl-Joachim Wolff. 1962 und 1963 siegten Neuß und Jordan mit dem Steuermann Frank Steinhäuser bei den Deutschen Meisterschaften, im Olympiajahr 1964 belegten sie den dritten Platz. Neuß und Jordan belegten 1963 außerdem den zweiten Platz im Zweier ohne Steuermann hinter den Konstanzern Günther Zumkeller und Dieter Bender.
International traten Neuß und Jordan in beiden Bootsklassen an. 1962 gewannen die beiden als erste Deutsche nach dem Krieg im Zweier ohne Steuermann beim internationalen Ruderwettbewerb in Henley. Bei den 1962 erstmals ausgetragenen Ruder-Weltmeisterschaften traten Neuß und Jordan mit Frank Steinhäuser im gesteuerten Zweier an. Im Finale der Weltmeisterschaften in Luzern siegten sie vor den Rumänen und dem Boot aus der Sowjetunion. Auch bei den Europameisterschaften 1963 siegte der Zweier mit Steuermann in derselben Besetzung wie bei den Weltmeisterschaften im Vorjahr.
Für den Gewinn der Weltmeisterschaft im Zweier mit Steuermann 1962 wurden er und sein Team am 11. Juli 1963 mit dem Silbernen Lorbeerblatt ausgezeichnet.